# Шан-Чи и легенда десяти колец
«Шан-Чи и леге́нда десяти́ коле́ц» (англ. Shang-Chi and the Legend of the Ten Rings) — американский супергеройский фильм, основанный на одноимённом персонаже комиксов издательства Marvel Comics, созданный студией Marvel Studios и распространяемый компанией Walt Disney Studios Motion Pictures. 25-й по счёту фильм в медиафраншизе «Кинематографическая вселенная Marvel» (КВМ). Режиссёром выступил Дестин Дэниел Креттон, который также написал сценарий вместе с Дэйвом Каллахэмом и Эндрю Ленэмом на основе сюжета Креттона и Каллахэма. Симу Лю исполнил роль Шан-Чи; также в фильме сыграли Аквафина, Чжан Мэнъэр, Фала Чэнь, Флориан Мунтяну, Бенедикт Вонг, Мишель Йео, Бен Кингсли и Тони Люн. По сюжету Шан-Чи пытается разобраться с ошибками прошлого, когда его отец Венву, лидер организации «Десять колец», вовлекает Шан-Чи и его сестру Сялинь в поиски мифической деревни.
Об экранизации комикса о Шан-Чи стало известно ещё в 2001 году. Работа над картиной началась в 2018 году, когда Дэйву Каллахэму доверили написать сценарий. Место режиссёра в марте 2019 года досталось Дестину Дэниелу Креттону; проект стал продвигаться как первый фильм Marvel о супергерое азиатского происхождения. Название картины, актёрский состав и связь с Мандарином и организацией «Десять колец» были анонсированы на Комик-коне в Сан-Диего в июле 2019 года. Лента стала первым проектом Marvel Studios с режиссёром и большинством актёров азиатского происхождения. Съёмки начались в феврале 2020 года, но в марте были приостановлены в связи с пандемией COVID-19. Производство возобновилось в августе и завершилось в октябре. Работа велась в Австралии и Сан-Франциско.
Мировая премьера фильма состоялась 16 августа 2021 года в Лос-Анджелесе. Картина вышла в прокат в США 3 сентября 2021 года, в России — 2 сентября. Лента стала частью Четвёртой фазы КВМ. Фильм собрал в прокате более $432 млн, став 9-м самым успешным проектом 2021 года, установил несколько кассовых рекордов и получил положительные отзывы критиков, которые похвалили хореографию экшен-сцен, раскрытие и представление азиатской культуры, а также актёрскую игру Симу Лю и Тони Люна. Продолжение находится в разработке, Дестин Дэниел Креттон вернётся к написанию сценария и режиссированию.

## Сюжет
Тысячу лет назад Сюй Венву находит десять колец — мистическое оружие, дарующее своему обладателю бессмертие и великую силу. Он собирает армию воинов под названием «Десять колец». На протяжении столетий он завоёвывает царства и свергает правительства. В 1996 году для упрочения своей власти, Венву начинает поиски деревни Та Ло, в которой, по легендам, обитает множество мифических животных. Он находит вход в деревню, но его останавливает страж деревни Инь Ли. Пара влюбляется друг в друга, вскоре у них рождаются сын Шан-Чи и дочь Сялинь. Ради семьи Венву оставляет десять колец и свою организацию. Однако через несколько лет старые враги «Десяти колец» — «Железная банда», убивает Инь Ли. Во исполнение своей мести Венву снова надевает кольца и возобновляет свою преступную деятельность. Шан-Чи начинает постигать боевые искусства и в 14 лет по заданию Венву отправляется убить лидера «Железной банды». После выполнения миссии, сломленный Шан-Чи сбегает в Сан-Франциско и берёт себе имя «Шон».
Наши дни. Шан-Чи работает парковщиком со своей лучшей подругой Кэти. В автобусе по дороге на работу на Шан-Чи и Кэти нападают участники «Десяти колец» во главе с Бритвенным кулаком, они крадут кулон, подаренный Шан-Чи его матерью. Опасаясь, что «Десять колец» найдут второй кулон у его сестры Сялинь, Шан-Чи решает найти её и открывает своё прошлое Кэти, которая соглашается ему помочь. Герои находят Сялинь в Макао в подпольном бойцовском клубе, которым она владеет; Сялинь недовольна отношением Шан-Чи и их отца. Шан-Чи и Сялинь понимают, что письмо, полученное Шан-Чи «от Сялинь», поддельное, и было прислано Шан-Чи, чтобы он привел «Десять колец» к Сялинь. В этот момент бойцовский клуб подвергается нападению «Десяти колец». Неожиданно туда прибывает Венву и забирает Шан-Чи, Кэти и Сялинь с собой.
Троицу доставляют в лагерь «Десяти колец», где Венву рассказывает, что Инь Ли всё ещё жива и находится в заточении в Та Ло. С помощью двух кулонов он активирует «водную» карту, показывающую вход в деревню. После освобождения жены Венву планирует сжечь деревню и сажает Шан-Чи, Сялинь и Кэти под арест. Троица сбегает из лагеря с помощью бывшего актёра Тревора Слэттери, которого «Десять колец» арестовали за то, что тот выдавал себя за Венву.
Под руководством ручного хуньдуня Слэттери по кличке Моррис, герои отправляются в Та Ло, чтобы предупредить жителей деревни о «Десяти кольцах». Там их встречает Инь Нань, сестра Инь Ли и тётя Шан-Чи и Сялинь. Она рассказывает историю Та Ло: тысячи лет назад на деревню напал пожирающий души Обитатель Тьмы и его приспешники. Однако деревню спасла Великая Защитница — дракон, которая помогла запечатать Обитателя и его приспешников в горе за Тёмными Вратами. По словам Инь Нань, Обитатель пытается влиять на сознание Венву, заставляя того верить, что Инь Ли всё ещё жива, чтобы Венву уничтожил Тёмные Врата с помощью своих колец. Жители деревни, Шан-Чи, Сялинь и Кэти тренируются перед грядущей битвой.
Венву и «Десять колец» прибывают в деревню, чтобы «освободить» Инь Ли. Начинается сражение. В личной схватке Венву бросает Шан-Чи в озеро неподалёку. Ведомый голосом своей жены, Венву с помощью колец ломает Тёмные врата, не замечая высвобождение приспешников Обитателя Тьмы. Чтобы остановить их, жители деревни и члены «Десяти колец» объединяют усилия. Великая Защитница пробуждает Шан-Чи и поднимает его из воды. Тот снова сражается с отцом и на этот раз побеждает его. Тем временем пожиратели душ окончательно освобождают Обитателя Тьмы из заключения. Венву жертвует собой, спасает сына и отдаёт ему свои кольца. Великая Защитница атакует Обитателя, однако Обитатель захватывает Защитницу и начинает выкачивать из неё душу. Кэти выпускает стрелу и попадает Обитателю в горло, спасая Защитницу. Шан-Чи, при поддержке Великой Защитницы и Сялинь разрывает Обитателя Тьмы на куски при помощи колец.
Шан-Чи и Кэти возвращаются в Сан-Франциско, где их находит мастер мистических искусств Вонг и забирает обоих в Санктум Санкторум.
В первой сцене после титров в Санктуме Санкторуме Шан-Чи и Кэти знакомятся с Брюсом Бэннером и Кэрол Дэнверс. Герои исследуют кольца, и приходят к выводу, что они существуют очень давно, и такие технологии никто из присутствующих никогда не видел. Вонг показывает, что десять колец испускают в космос таинственный сигнал. После этого Шан-Чи, Кэти и Вонг отправляются в караоке.
Во второй сцене после титров Сялинь становится новым лидером организации «Десять колец».

## Актёрский состав
- Симу Лю — Сюй Шан-Чи / Шон[b]:
Опытный мастер боевых искусств, которого его отец Венву с малых лет обучал искусству убивать. Шан-Чи покинул организацию «Десять колец» в поиске нормальной жизни в Сан-Франциско[5][6]. Режиссёр Дестин Дэниел Креттон описал Шан-Чи как «человека не в своей тарелке в США», прикрывающего это своей харизмой[6], и он не знает, «кто он на самом деле»[7]. Шан-Чи меняет своё имя на «Шон», пока он живёт в Сан-Франциско[8][9]. Креттон также сравнил Шан-Чи с Уиллом из фильма «Умница Уилл Хантинг» (1997), который представляет собой «смесь мужественности и уязвимости», отметив, что у обоих персонажей были секреты и сверхспособности, которые они не понимают[10], описывая фильм как «путешествие, в котором Шан-Чи узнаёт, кто он такой и кем он должен быть в этом мире»[11]. Лю рассказал, что именно борьба Шан-Чи с самоидентичностью была основной для персонажа, а не его боевые навыки[12]. Поскольку Шан-Чи не носит маски, Лю выполнил множество трюков самостоятельно[6], и для этого ему пришлось поработать над своей гибкостью перед съёмками. Лю также набрал 4,5 кг мышц для этой роли[12]. Перед производством фильма у Лю были навыки в тхэквондо, гимнастике и вин-чун[13]. Для съёмок ему пришлось обучиться техникам тайцзицюань[14], ушу, тайского бокса, силат, крав-мага, джиу-джитсу, бокса и уличного боя[15]. Джейден Чжан и Арнольд Сунь исполнили роли маленького и юного Шан-Чи, соответственно[16].
- Аквафина — Кэти[c]:
Работница отеля и лучшая подруга Шан-Чи, которая не знает о его прошлом[6][17]. Аквафина описала своего персонажа как понятного зрителю[18], с «настоящим сердцем» и преданностью Шан-Чи[6], добавив: «Она втянута в мир, где на самом деле не знает, что делать. В то же время она открывает для себя новые вещи»[18]. Кэти испытывает трудности с «выбором пути» в своей жизни, что, по мнению Аквафины, было «загадкой, через которую проходят многие американцы азиатского происхождения», принимая во внимание их собственные ожидания, ожидания их родителей и общества[9].
- Чжан Мэнъэр — Сюй Сялинь[d]:
Брошенная сестра Шан-Чи и дочь Венву[19]. Чжан назвала Сялинь «сложным персонажем» с «жестокой и холодной внешностью», оставаясь при этом «чувствительной и уязвимой». У Сялинь изначально была рыжая прядь в волосах, которая была удалена по просьбе Чжан после того, как она обнаружила связь этого внешнего вида со стереотипом «бунтарской азиатской девушки»[20]. Персонаж Сялинь является сочетанием нескольких персонажей комиксов, и она была в особенности вдохновлена персонажем Чжэн Бао Юй[21]. Для этой роль Чжан обучалась смешанным боевым искусствам, тайцзицюань и шэнбяо[22]. Элоди Фонг и Хармони Хи исполнили роли маленькой и юной Сялинь, соответственно[16][23].
- Чэнь Фала[англ.] — Инь Ли[e]: Жена Венву, мать Шан-Чи и Сялинь, страж деревни Та Ло[24][25]. При подготовке к роли Чэнь овладела техникой тайцзицюань[24].
- Флориан Мунтяну — Бритвенный кулак: Член «Десяти колец», у которого вместо части правой руки лезвие-мачете[16].
- Бенедикт Вонг — Вонг[f]: Мастер мистических искусств, участвующий в турнире в Макао[26].
- Мишель Йео — Инь Нань[g]:
Защитница Та Ло, тётя Шан-Чи и Сялинь[16][27]. Йео ранее исполняла роль Алеты Огорд в фильме КВМ «Стражи Галактики. Часть 2» (2017)[28]. Йео объяснила, что другие персонажи фильма приходят к ней, чтобы «узнать, как защитить историю» и как защитить мир и «миры, которые окружают нас, от демонов, которые заперты»[27].
- Бен Кингсли — Тревор Слэттери:
Актёр, ранее изображавший Мандарина, которого похитили «Десять колец», после чего он стал «придворным шутом» для Венву. У него тесные отношения с мифическим хуньдунем по имени Моррис, и он путешествует в Та Ло вместе с Шан-Чи[29]. Креттон чувствовал, что было «важно услышать, как Слэттери признаёт, насколько нелепой была вся эта ситуация с подражанием Мандарину», как было показано в фильме «Железный человек 3» (2013) и короткометражке Marvel One-Shots «Да здравствует король» (2014), чувствуя, что включение сюжетной линии Слэттери в «Шан-Чи и легенда десяти колец» было «действительно весёлым»[30]. Креттон сказал, что Кингсли «был очень рад исследовать следующую главу жизни Тревора, увидеть Тревора, который действительно извлёк выгоду из пребывания в тюрьме и вышел чистой и трезвой версией самого себя», в то время как Креттон видел извинение Слэттери за то, что выдавал себя за Венву, как «идеальный способ извиниться» за расовые стереотипы Мандарина в Marvel Comics[31].
- Тони Люн — Сюй Венву[h]:
Отец Шан-Чи и Сялинь, лидер «Десяти колец»[16]. Венву — оригинальный персонаж Кинематографической вселенной Marvel (КВМ), который заменяет оригинального отца Шан-Чи из комиксов, Фу Манчу, «проблемного персонажа», связанного с расистскими стереотипами, на которого у Marvel Studios нет прав на экранизацию[5][6]. В фильме Венву взял на себя много разных имён, включая «Мандарин», которое, как отметил продюсер Джонатан Шварц, несёт конкретные ожидания для зрителей из-за истории комиксов, связанной с этим именем. Он сказал, что Венву является более сложным и многослойным персонажем, чем версия из комиксов[6], при этом Креттон добавил, что в изображении Мандарина в комиксах были проблемные аспекты, которые он хотел изменить. Он чувствовал, что Люн избегал азиатских стереотипов и одномерного изображения, привнося в роль человечность и любовь[6][11][32], описывая Венву как «полностью реализованного человека, который может принимать решения, с которыми вы не согласны», но с понятными причинами для этих решений[11]. Люн не хотел подходить к этому персонажу как к злодею, вместо этого надеясь исследовать причины, по которым он является «человеком с историей, который жаждет того, чтобы его любили», описывая его как «социопата, нарцисса и фанатика»[33].

Также в фильме появляются Ронни Чиэн в роли Джон-Джона, правой руки Сялинь и комментатора в её подпольном бойцовском клубе; Юэн Ва в роли Гуан Бо, одного из лидеров Та Ло; Джоди Лонг в роли миссис Чен, матери Кэти; Даллас Лю в роли Руйхуа, брата Кэти; Пол Хэ в роли канцлера Хуэя; Цайцинь в роли бабушки Кэти; Энди Ле в роли Торговца смертью, одного из убийц «Десяти колец»; Стефани Сюй и Кунал Дудекар в ролях Су и Джона, друзей Шан-Чи и Кэти; Зак Черри в роли Клева, пассажира автобуса, который ведёт прямую трансляцию боя Шан-Чи в автобусе, ранее исполнив роль уличного торговца в фильме «Человек-паук: Возвращение домой» (2017); и Ди Бейкер в роли хундуня Морриса, который подружился со Слэттери. Джейд Су вновь исполняет роль Чёрной вдовы по имени Хелен из фильма «Чёрная вдова» (2021). Тим Рот озвучивает своего персонажа Эмиля Блонски / Мерзость из «Невероятного Халка» (2008), хотя в титрах он не указан, в то время как в первой сцене после титров появляются Марк Руффало и Бри Ларсон, повторяя роли Брюса Бэннера и Кэрол Дэнверс из фильмов КВМ соответственно.

## Производство

### Разработка
По словам Маргарет Лоуш, бывшего президента и генерального директора Marvel Productions, Стэн Ли обсуждал фильм или телесериал о Шан-Чи с актёром Брэндоном Ли и его матерью Линдой Ли в 1980-ых годах с намерением сделать Брэндона Ли главным героем такого проекта. Отец Брэндона, легенда боевых искусств Брюс Ли, был визуальным вдохновением для художника Пола Гуласи, когда он рисовал Шан-Чи во время работы над серией комиксов «Мастер кунг-фу» в 1970-х годах. В 2001 году Стивен Норрингтон подписал контракт на режиссуру фильма о Шан-Чи под названием «Руки Шан-Чи». К 2003 году фильм находился в разработке в DreamWorks Pictures, когда Юнь Вопхин заменил Норрингтона в качестве режиссёра и Брюс С. Маккенна был нанят в качестве сценариста. Энг Ли присоединился к проекту в качестве продюсера в 2004 году, но после этого фильм не материализовался, и права на персонажа вернулись к Marvel. В сентябре 2005 года председатель и гендиректор Marvel Ави Арад объявил Шан-Чи одной из десяти собственностей, разрабатываемых в качестве фильмов новообразованной студии Marvel Studios, после того как молодая компания получила финансирование для производства десяти фильмов, дистрибуцией которых занималась бы Paramount Pictures. Шан-Чи был включён в список персонажей, которые, по мнению Marvel, могли бы сделать отличные фильмы, несмотря на то, что были относительно неизвестны, поскольку в комиксах у него была «очень диснеевская история».
Организация «Десять колец» была показана в первом фильме Кинематографической вселенной Marvel (КВМ), «Железный человек» (2008), без их лидера Мандарина. Затем Marvel Studios планировала показать Мандарина в фильме, который мог бы воздать персонажу «высшую справедливость» и продемонстрировать его сложность, чего, по мнению президента Marvel Studios Кевина Файги, они не могли сделать в фильмах о Железном человеке, потому что они были сосредоточены на Тони Старке / Железном человеке. По словам Криса Фентона, бывшего президента китайской кинокомпании DMG Entertainment, который вёл переговоры с Marvel Studios о совместном производстве своих фильмов, Marvel предложила создать тизер с участием либо Шан-Чи, либо Мандарина для китайского рынка, который будет показан в конце «Мстителей» (2012). DMG отказалась от этого предложения, поскольку негативное стереотипное изображение Мандарина в комиксах потенциально могло помешать выпуску фильма в Китае и рисковать закрытием DMG как компании. В конце концов Бен Кингсли исполнил роль Тревора Слэттери, самозванца, выдающего себя за Мандарина, в фильме «Железный человек 3» (2013), одним из продюсером которого выступила DMG Кингсли вновь исполняет эту роль в фильме «Шан-Чи и легенда десяти колец». Файги чувствовал, что этот фальшивый Мандарин не обязательно означал, что в КВМ не существовало более точной версии персонажа.
К декабрю 2018 года Marvel ускорила разработку фильма о Шан-Чи с намерением сделать его первым фильмом с главным героем-азиатом. Marvel нанята китайско-американского сценариста Дэвида Каллахэма, чтобы он написал сценарий к фильму, и начала искать режиссёров азиатского и американо-азиатского происхождения. Цель студий состояла в том, чтобы исследовать «азиатские и американо-азиатские темы, созданные азиатскими и американо-азиатскими кинематографистами», как они это сделали для африканской и афроамериканской культуры с «Чёрной пантерой» ранее в 2018 году. Разработка фильма также последовала за успехом фильма «Безумно богатые азиаты», также выпущенного ранее в 2018 году, что привело к разработке голливудскими студиями несколько других фильмов про азиатов. Сценарий Каллахэма должен был модернизировать элементы истории персонажа из комиксов, которая впервые была написана в 1970-х годах, чтобы избежать того, что современная аудитория сочла бы негативными стереотипами. Когда Каллахэм начал работать над сценарием, он пришёл в волнение, осознав, что это был первый проект, в котором его просили писать «на основе своего опыта, на основе его собственной точки зрения». Ричард Ньюби из «The Hollywood Reporter» сказал, что фильм может «вспыхнуть подобно „Чёрной пантере“», привнеся новую перспективу в персонажа. Ньюби чувствовал, что Шан-Чи хорошо подошёл бы формат телевидения, и сказал, что это «говорит о многом», что Marvel решила вместо этого сделать полнометражный фильм об этом персонаже. Ньюби пришёл к выводу, что этот фильм является возможностью избежать стереотипов об азиатских мастерах боевых искусств и быть «больше, чем Брюсом Ли от Marvel».
В марте 2019 года в качестве постановщика фильма Marvel Studios наняла японско-американского режиссёра Дестина Дэниела Креттона. Дебора Чоу, которая ранее снимала эпизоды телесериалов Marvel Television «Железный кулак» и «Джессика Джонс», Джастин Типпинг и Алан Ян также рассматривались на должность режиссёра. Креттон признался, что ранее его не интересовала режиссура супергеройского фильма, но он был привлечён к проекту, чтобы помочь создать мир и персонажа, на которых азиатские дети могли бы равняться и видеть себя. В апреле Marvel Studios и министр искусств Австралии Митч Файфилд объявили, что предстоящий фильм Marvel, предположительно «Шан-Чи», будет снят на студии Fox Studios Australia в Сиднее, а натурные съёмки фильма пройдут на территории Нового Южного Уэльса. Производство получило 24 млн австралийских долларов ($17 млн США) в виде единовременного финансирования от правительства Австралии, а также поддержку со стороны государственного фонда «Сделано в Новом Южном Уэльсе» в размере 10 млн австралийских долларов ($7 млн США). Ожидалось, что производство принесёт австралийской экономике 150 млн австралийских долларов ($107 млн США), а также предоставит 4700 новых рабочих мест, используя при этом преимущества примерно 1200 местных предприятий. Дон Харвин, министр искусств Нового Южного Уэльса, подтвердил в июле, что этот фильм был «Шан-Чи», и что он будет снят бок-о-бок с фильмом Marvel Studios «Тор: Любовь и гром» (2022); производство «Шан-Чи» должно было быть завершено до начала работы над «Любовью и громом» позже в 2020 году.

### Пре-продакшн
В середине июля 2019 года Marvel начала пробы для актёров в возрасте 20 лет на роль Шан-Чи. В эту группу входили Льюис Тан и Симу Лю; Тан ранее исполнял роль Чжоу Ченга в «Железном кулаке». Студия была непреклонна в том, чтобы актёры, проходящие пробы, были китайского происхождения. Лью ранее рассматривался в процессе прослушивания и был приглашён на второе прослушивание, когда креативщикам было трудно найти актёра на роль. Он снова прошёл тестирование на роль 14 июля и официально получил роль 16 июля. Об этом объявили Креттон и продюсер Кевин Файги на San Diego Comic-Con 20 июля, где было объявлено полное название фильма — «Шан-Чи и легенда десяти колец». Файги отметил, что организация «Десять колец» периодически появлялась в КВМ с момента её появления в первом фильме франшизы, «Железном человеке», и сказал, что её лидер Мандарин будет представлен в этом фильме, и его роль исполнит Тони Люн. Файги также объявил, что Аквафина появится в фильме. Логотип «Десяти колец» в фильме был изменён с монгольского языка на китайские иероглифы, написанные древним шрифтом печати, которые являются безобидными и синонимами силы или могущества. Это было сделано после появления логотипа в «Железном человеке 3», что вызвало гнев монгольского правительства, посчитавшего, что монгольские надписи «оскорбительно связывают нематериальное культурное наследие страны с террористической группировкой», хотя Оюунгэрэл Цэдэвдамба, бывший министр культуры, спорта и туризма Монголии, полагала, что изменение было в основном сделано, чтобы умилостивить китайский рынок. Съёмки должны были начаться в ноябре 2019 года, но в октябре Креттон сказал, что производство начнётся в начале 2020 года. В декабре Файги сказал, что в фильме будет участвовать преимущественно азиатский актёрский состав. Месяц спустя Мишель Йео вошла в переговоры по поводу участия в фильме. Ранее актриса сыграла Алету Огорд в фильме «Стражи Галактики. Часть 2», но в «Шан-Чи» она будет играть другого персонажа.
Помимо Каллахэма, Креттон и Эндрю Лэнэм также внесли свой вклад в сценарий «Шан-Чи и легенды десяти колец», на основе сюжета Каллахэма и Креттона. Фильм был описан как «грандиозный супергеройский эпик, который сочетает эмоциональную семейную драму с боевыми искусствами, бросающими вызов гравитации». Продюсер Джонатан Шварц отметил, что большая часть арки Шан-Чи в Marvel Comics — это семейная драма, и Креттон хотел сосредоточиться на этом элементе для фильма, исследуя сломанное и жестокое семейное прошлое Шан-Чи. Что касается предыстории персонажа, Лю сказал, что, поскольку предыстория Шан-Чи не является универсально известной, как у Бэтмена или Человека-паука, она дала сценаристам «много творческой свободы» при её создании. Креттон и Каллахэм были осведомлены о некоторых расовых стереотипах, окружающих персонажа в комиксах, и Лю сказал, что все вовлечённые были «очень чувствительны, чтобы не попасть на стереотипную территорию» с персонажами. Креттон считал, что полученный сценарий был «действительно прекрасным обновлением» персонажа из того, что начиналось в комиксах, и был подлинной историей об азиатской идентичности. Каллахэм добавил, что «нет единого американо-азиатского голоса», и они с Креттоном размышляли о том, как фильм мог бы говорить с «более широкой азиатской диаспорой» и был бы «захватывающим и интересным, но также личным для всех этих людей». Что касается экшена, Креттон был вдохновлён целым рядом различных боевых стилей из-за того, что персонаж обучался различным видам боевых искусств. К ним относятся «элегантный, почти эфирный стиль ушу» из фильма «Крадущийся тигр, затаившийся дракон» (2000) и «кинетические» бои из фильмов Джеки Чана, причём координатору трюков Брэду Аллану было поручено сделать разные трюки согласованными. Китайские хореографы использовались для создания боевых сцен в стиле уся. Шварц сказал, что в фильме есть смысл за каждым стилем боя, и они помогли рассказать историю визуально.

### Съёмки
Съёмочный период начался в феврале 2020 года в павильонах Fox Studios Australia в Сиднее, а натурные съёмки проводились на территории Нового Южного Уэльса; фильм снимался под рабочим названием «Пароход». В качестве оператора-постановщика выступил Уильям Поуп. Креттон выбрал Поупа, потому что он чувствовал, что операторский стиль Поупа может быть как натуралистическим, так и повышенным, а также из-за работы Поупа над «Матрицей» (1999), у которой, по мнению Креттона, был правильный тон для фильма КВМ, ориентированного на азиатских и азиатско-американских персонажей. Креттон был вдохновлён фильмографией Джеки Чана, серий фильмов «Ип Ман», «Два воина» и «Разборки в стиле кунг-фу» среди других фильмов жанров боевых искусств и кунг-фу.
12 марта, после того как многие студии начали приостанавливать съёмки фильмов в связи с пандемией COVID-19, Креттон решил пройти тест на наличие коронавируса после тесной работы с людьми, которые потенциально могли заразиться вирусом. Это была мера предосторожности, так как у Креттона родился ребёнок, и он решил самоизолироваться и ожидать результатов; позднее тест показал отрицательный результат. Пока Креттон самоизолировался, Marvel приостановила производство первой съёмочной группы фильма, но намеревалась, чтобы другие аспекты, такие как вторая группа, продолжали работать в обычном режиме. 13 марта остальная часть производства фильма была приостановлена, так как Disney прекратила съёмки многих своих проектов. До того как производство было заморожено, к составу актёров присоединился Ронни Чиэн. В начале апреля Disney перенесла премьеры многих фильмов Четвёртой фазы, переместив «Шан-Чи» на 7 мая 2021 года.
В конце июля 2020 года началась работа по возведению декораций, а 2 августа актёры и съёмочная группа прибыли, чтобы начать съёмки «в ближайшее время». Все актёры и члены съёмочной группы, возвращающиеся в Австралию из-за пределов страны, должны были быть помещены в карантин на две недели по прибытии, в соответствии с указаниями Австралии. Позже в августе Йео подтвердила своё участие в фильме. В следующем месяце дата премьеры фильма была перенесена на 9 июля 2021 года, после того как «Чёрная вдова» (2021) была перенесена на май 2021 года. В октябре съёмки проводились в Сан-Франциско, также под рабочим названием «Пароход». Среди локаций были Рашен-Хилл, долина Ноэ, Ноб-Хилл, а также Рыбацкая пристань. Съёмки были завершены 24 октября 2020 года. Также съёмки должны были пройти в Лос-Анджелесе.
Сцена боя в автобусе была частью задумки Креттона для фильма, назвав её «сценарием „что, если“», чтобы помочь объяснить сцены боёв, которые ему понравились, «те, где ставки просто продолжают расти по мере продолжения боя». Как только она была запланирована для фильма, Креттон поблагодарил координатора трюков Брэда Аллана, который работал с Джеки Чаном, за то, что он привнёс «физическую комедию в духе Бастера Китона [в бой], смешанную с подготовками и окупаемостью, и ставками, растущими и растущими до почти смешного уровня».

### Пост-продакшн
Нэт Сандерс и Элисабет Рональдсдоуттир стали монтажёрами фильма вместе с Гарри Юном. В декабре 2020 года Marvel объявила актёрский состав, в котором числятся Аквафина (Кэти), Йео (Инь Нань) и Чиэн (Джон Джон), а также Чжан Мэнъэр (Сялинь), Фала Чэнь (Инь Ли) и Флориан Мунтяну (Бритвенный кулак); Мунтяну получил роль после того, как в Marvel Studios были впечатлены его ролью в фильме «Крид 2» (2018). В марте 2021 года дата выхода фильма снова была перенесена на 3 сентября 2021 года, когда «Чёрная вдова» была перенесена на июль 2021 года, и стало известно, что в фильме появится Даллас Лью. Официальный трейлер фильма в июне 2021 года показал, что Бенедикт Вонг вновь исполнит свою роль Вонга, и что в фильме появится Мерзость; Мерзость впервые появился в «Невероятном Халке» (2008) в исполнении Тима Рота, и в «Шан-Чи и легенде десяти колец» Рот озвучил Мерзость, но он не был указан в титрах. Файги назвал «большим удовольствием» возможность вернуться к такому персонажу, как Мерзость, который не появлялся в КВМ более десяти лет, и что поклонники «признали и приняли это». Креттон добавил, что, помимо того, что это была пара, которая «чувствовалась действительно великолепно», Мерзость и Вонг были выбраны, потому что они «вносили смысл в то, что происходило в КВМ примерно во время нашего фильма» и что они были «определёнными связями» с будущими проектами КВМ. Вонг сказал, что он был «очень рад» быть частью фильма и «сидеть за столом азиатского превосходства», и выразил восхищение азиатским актёрским составом фильма.
«Шан-Чи и легенда десяти колец» посвящён памяти Брэда Аллана, который умер в августе 2021 года. Сцена посреди титров фильма, в которой Марк Руффало играет Брюса Бэннера, а Бри Ларсон — Кэрол Дэнверс, была задумана Креттоном в конце производства фильма, чтобы рассказать о происхождении десяти колец. Каллахэм отметил, что для фильма было создано много различных версий происхождения десяти колец, прежде чем было решено оставить происхождение неоднозначным, чтобы более подробно рассмотреть его в более позднем проекте КВМ. Каллахэм сказал, что это был преднамеренный выбор после того, как они поняли, что «не имеет никакого значения, откуда они взялись [в этом фильме]. Это не та история, которую мы рассказываем». Креттон надеялся, что в этой сцене будет Вонг, и что он также пойдёт в караоке с Шан-Чи и Кэти, чтобы спеть «Hotel California», но не был уверен, какие дополнительные Мстителей появятся до конца пост-продакшна. Бэннер и Дэнверс были выбраны для этой сцены, так как каждый из них представляет научные и космические аспекты КВМ, соответственно, и их появление также точно совпадает с другими событиями в КВМ, происходящими примерно во время сцены. Каллахэм полагал, что Ларсон была добавлена, учитывая, что она ранее работала с Креттоном в фильма «Короткий срок 12» (2013), «Стеклянный замок» (2017) и «Просто помиловать» (2019). Говоря о кастинге Ларсон, Креттон объяснил, что появление Дэнверс имело смысл для сцены, в то же время в шутку заявив, что её появление должно было продолжить череду её появления в его фильмах, так как ему нравится включать «людей, которых я люблю в фильмы, которые я снимаю». Руффало и Ларсон снялись в своих ролях в начале 2021 года во время дополнительных съёмок фильма. Файги сказал, что сцена посреди титров должна была показать, «насколько ключевым и важным» был Шан-Чи для КВМ, сравнив её с появлением Ника Фьюри в сцене после титров «Железного человека».
Креттон чувствовал, что видеть то, как Сялинь становится новым главой организации «Десять колец» в сцене после титров «действительно отражает начало того, как Сялинь взяла под контроль свою жизнь и вступила в то место, в котором ей фактически отказывали большую часть её жизни. Это очень вдохновляет меня, и я с волнением представляю, что с ней произойдёт в будущем». Каллахэм добавил, что различные версии этой сцены существовали на протяжении всего производства, и она стала сценой после титров, так как они думали, что это «классная идея о том, куда история может пойти в будущем». Креттон также отметил, что было создано больше материала о десяти кольцах, который был намеренно скрыт, чтобы его можно было изучить в будущих проектах. Сцена с водной картой прошла через множество итераций того, как будет передаваться эта информация, причём Креттон чувствовал, что использование воды «идеально связано с историей наших персонажей» и создало «визуально красивую сцену».

## Музыка
Запись музыки к фильмы, сочинённой Джоэлом П. Уэстом, началась на студии Эбби-Роуд в Лондоне в июне 2021 года. Уэст сочинил музыку к четырём предыдущим фильмам Креттона. Саундтрек фильма был выпущен 1 сентября на лейблах Marvel Music и Hollywood Records.
Marvel Music, Hollywood Records и Interscope Records были выпущены четыре отдельных сингла с саундтрека фильма: «Lazy Susan» от 21 Savage и Rich Brian, «Every Summertime» от Niki, «Run It» от DJ Snake при участии Рика Росса и Rich Brian и «In the Dark» от Swae Lee Альбом с саундтреком, содержащий эти песни, был выпущен 3 сентября в дополнение к песням Линя Цзюньцзе, Saweetie и Андерсона Пака и других артистов и был спродюсирован Шоном Миясиро и 88rising.

## Маркетинг
19 апреля 2021 года, в день рождения Лю, он поделился первым тизер-постером к фильму, в то время как Marvel выпустила первый тизер-трейлер. Адам Б. Вэри из «Variety» назвал это «отрадным, наконец, увидеть Лю в действии в роли Шан-Чи» и отметил, что трейлер дал дополнительную информацию к фильму, как например о кольцах, которые Мандарин носил в комиксах. Коул Делбик из HuffPost сказал, что «сногсшибательный» экшен был непохож ни на что виденное в прошлых фильмах КВМ. Роб Брикен из io9 чувствовал, что тизер не разочаровал своим экшеном, но именно семейная драма сделала фильм «таким неотразимым». Адам Читвуд из Collider назвал тизер «довольно фантастическим», сравнив его историю и тон с «Чёрной пантерой» и сказав, что «Шан-Чи» является «захватывающим, свежим и новым опытом Кинематографической вселенной Marvel», основываясь на тизере. Реакция на плакат и трейлер в китайскоязычных регионах Азии была более критичной, и комментаторы полагали, что оба они представляют «довольно стереотипный» взгляд на китайский народ и культуру.
Первый полноценный трейлер фильма был выпущен 24 июня 2021 года во время «NBA Countdown» на ESPN. Шон Кин из CNET был рад тому, что смог увидеть больше Люна в трейлере и назвал сцены боёв «супер-впечатляющими». Он был удивлён включением Мерзости в конце трейлера и отметил, что персонаж больше походил на его дизайн из комиксов, чем когда он появился в «Невероятном Халке». Габриэлла Гайзингер из Digital Spy чувствовала, что роль Мерзости в фильме будет просто эпизодическим появлением, чтобы подготовить историю персонажа в сериале Disney+ «Женщина-Халк: Адвокат» (2022), но чувствовала, что это всё ещё может иметь «широкие последствия» для КВМ. Жермен Люссье из io9, Сюзана Поло из Polygon, и Дженнифер Уэллетт из Ars Technica все чувствовали, что трейлер был лучшей демонстрацией Шан-Чи, чем тизер, причём Уэллетт отметила другое повествование в трейлере, которое расширило семейное прошлое Шан-Чи. Люссье также отметил, что в трейлере появилось много новых визуальных эффектов, которых не было в тизере, и почувствовал, что Шан-Чи скоро станет «огромной звездой», несмотря на то, что он не был хорошо известным персонажем, как Железный человек до «Железного человека». Поло выделила боевые искусства и магию, увиденные в трейлере. Эпизод сериала «Marvel Studios: Легенды» был выпущен 1 сентября, и в нём былаисследована организация «Десять колец», используя кадры из её предыдущих появлений в КВМ.
15 августа 2021 года Рон Хан создал кампанию GoFundMe по сбору средств для детей Asian American Pacific Islander (API) в клубе Boys & Girls Clubs of America в долине Сан-Габриэль, чтобы они посмотрели «Шан-Чи и легенду десяти колец», а также более масштабный «вызов Шан-Чи» для других людей, чтобы создать аналогичные платформы для их сообществ; вызов был вдохновлён аналогичным вызовом, созданным для «Чёрной пантеры». К концу месяца некоммерческая организация API Gold House в партнёрстве с GoFundMe создала фонд Gold Open Community Fund «Шан-Чи и легенда десяти колец», чтобы собрать деньги на частные показы фильма для сообщества API и некоммерческих групп в первые выходные, чтобы помочь фильму заработать успешные кассовые сборы в выходные. Начиная с 3 сентября, Шан-Чи и Торговец смертью начали появляться в аттракционе Avengers Compound в Диснейленде.
Партнёрами по продвижению фильма были напитки Sanzo, выпустившая лимитированную версию напитков со вкусом личи; Microsoft; BMW, которая выступила в качестве глобального автомобильного спонсора фильма и в фильме появились BMW iX3 и BMW M8; и международные спонсоры, включая Visa, Virgin Plus, Gruppo TIM, Mikron Group и BGF.

## Прокат

### Кинотеатральный прокат
Мировая премьера фильма «Шан-Чи и легенда десяти колец» состоялась в театре «Эль-Капитан» и Китайском театре TCL в Лос-Анджелесе 16 августа 2021 года, и он будет показан на CinemaCon 25 августа:5. Фильм начал выходить на международные рынки 1 сентября, и к концу первого уик-энда он вышел на 66 % своих рынков. В Австралии «Шан-Чи и легенда десяти колец» был выпущен 2 сентября, а запланированный релиз в Новом Южном Уэльсе, Виктории и Австралийской столичной территории состоится 16 сентября из-за локдауна стран, связанного с COVID-19. Он вышел в прокат в США 3 сентября в более чем 4200 кинотеатрах, среди них 400 в IMAX, более 850 в большом формате премиум-класса, 1500 в 3D и 275 в специальных D-Box, 4DX и ScreenX.
У фильма будет 45-дневный эксклюзивный театральный релиз, и он не будет выпущен одновременно в кинотеатрах и на Disney+ через Premier Access, как в случае с «Чёрной вдовой». В августе 2021 года, с увеличением случаев дельта-варианта COVID-19, генеральный директор Disney Боб Чапек объяснил, что фильм выйдет только в кинотеатрах из-за «практичности изменений в последнюю минуту», и назвал 45-дневную эксклюзивность «интересным экспериментом» для компании, чтобы узнать больше о том, как потребители хотели бы просматривать и потреблять свои фильмы; Лю не согласился с тем, что Чапек назвал фильм экспериментом, а Файги позже заявил, что ответ Лю, по-видимому, был непониманием намерений Чапека. «Шан-Чи и легенда десяти колец» является частью Четвёртой фазы КВМ.
Первоначально премьера должна была состояться 12 февраля 2021 года, в первый день китайского Нового года, но её перенесли на 7 мая 2021 года, а затем на 9 июля 2021 года из-за пандемии COVID-19. В марте 2021 года фильм снова перенесли на сентябрь 2021 года после того, как «Чёрную вдову» перенесли на 9 июля. В мае 2021 года китайские государственные СМИ сообщили, что «Шан-Чи и легенда десяти колец», а также «Вечные» исключены из списка предстоящих фильмов КВМ, что, как отмечает «Variety», «добавило слухов» о том, что фильмы не будут выпущены в Китае.

### Выход на носителях
«Шан-Чи и легенда десяти колец» дебютируют на Disney+ сразу после 45-дневного эксклюзивного театрального релиза.

## Реакция

### Кассовые сборы
По данным на 22 ноября 2021 года, фильм «Шан-Чи и легенда десяти колец» собрал $224,5 млн в США и Канаде, $206,8 млн в других странах, в итоге — $432 млн. $13,2 млн ленте принесли IMAX-показы, что стало рекордом уикенда в День труда.
В первый день домашнего проката лента собрала $29,6 млн (включая $8,8 млн с ночных предпоказов в четверг), что стало третьим крупнейшим дебютным днём с начала пандемии коронавируса в марте 2020 года. Сборы ночных предпоказов фильма в четверг стали вторым показателем в период пандемии после $13,2 млн «Чёрной вдовы». Трёхдневный дебютный домашний уикенд принёс ленте $75,5 млн, что стало вторым результатом пандемии после «Чёрной вдовы» ($80,3 млн). Домашние IMAX-сборы составили рекордные для уикенда в День труда $8 млн. За четыре праздничных дня в США лента собрала $94,67 млн, что превзошло показатели фильма «Хэллоуин 2007» ($30,6 млн) как самый крупный дебютный уикенд для Дня труда. Фильм преодолел отметку домашних сборов в $100 млн за пять дней — лучший результата со времён «Восхождения Скайуокера» (2019). Во второй домашний уикенд лента осталась на первой строчке сборов, добавив $35,8 млн, что стало вторым показателем с начала пандемии. Фильм вновь стал первым по сборам в третий уикенд ($21,7 млн), что стало вторым лучшим результатом сентября после фильма «Оно» (2017). Сайт Boxoffice Pro прогнозировал, что общие домашние сборы составят $160–165 млн.
В международном прокате в первый уикенд фильм заработал $56,2 млн в 41 стране, став лидером проката во многих странах. В Великобритании фильм показал крупнейший старт за всю пандемию с $7,7 млн в первые три дня проката. В Гонконге сборы фильма за дебютный уикенд стали крупнейшими для сентября и вторыми с начала пандемии. Нэнси Тартальоне из «Deadline Hollywood» отметила, что дебют в Корее с $6,5 млн был недостаточным для рынка и фильма КВМ, хотя это был первый за несколько недель голливудский фильм, который дебютировал на первой строчке сборов. Во второй международный уикенд фильм собрал $35,2 млн в 42 странах, оставаясь лидером проката во многих. В свой третий уикенд лента собрала в мире $20,3 млн в 43 странах, став лидером в Австралии, Бразилии, Мексике и Великобритании. По состоянию на 19 сентября 2021 года, крупнейшими рынками стали Великобритания ($21,8 млн), Южная Корея ($12,6 млн) и Франция ($9,2 млн).

### Отзывы критиков
На агрегаторе рецензий Rotten Tomatoes «рейтинг свежести» фильма составляет 93 % на основе 255 отзывов со средней оценкой 7,6/10. Консенсус критиков гласит: «Фильм „Шан-Чи и легенда десяти колец“ не совсем освободился от знакомой всем формулы Marvel, но эта захватывающая история происхождения героя расширяет КВМ в нескольких направлениях». На сайте Metacritic средневзвешенная оценка ленты составляет 71 из 100 на основе 49 рецензий, что указывает на «в целом благоприятные отзывы». Зрители, опрошенные фирмой CinemaScore, дали фильму среднюю оценку «A» по шкале от A+ до F, в то время как PostTrak сообщил, что 91 % зрителей дали ему положительную оценку, причём 78 % сказали, что они определённо рекомендовали бы его.
Питер Дебрюж из «Variety» назвал фильм «яркой феерией визуальных эффектов под азиатским руководством, которая даёт второму уровню [Шан-Чи] то же самое чрезмерное отношение, которое обычно получают такие крупные игроки, как Халк и Тор. Результат ещё раз расширяет спектр репрезентации [Marvel Studios], предлагая аудитории азиатского происхождения те возможности, для которых „Чёрная пантера“ проложила путь несколько лет назад». Энджи Хан из «The Hollywood Reporter» чувствовала, что, хотя «Шан-Чи и легенда десяти колец» не «объединил» свои боевые искусства, элементы фэнтези и изучение китайской и азиатско-американской культуры «так гладко, как [он] должен», он действительно стал фильмом о супергероях, который казался «свежим и достаточно забавным, чтобы он чувствовался достойным». Хан полагала, что некоторые из менее интенсивных боевых сцен сделали фильм менее похожим на фильм о супергероях и больше похожим на «задумчивое величие экранизаций сказок Диснея в реальном времени», и добавила, что юмор удерживает его от «опрокидывания в чувство собственной важности», но «лишает его части своего чуда». Она также высоко оценила выступление Люна, чья искренность в изображении Венву сделала его «суперзлодеем с душой». Дав фильму 3,5 из 4 звёзд, Ник Аллен из RogerEbert.com считал, что фильм «по-своему вписывается в упаковку Marvel, но в нём есть огромная душевность, из которой другие фильмы КВМ, фильмы о супергероях и боевики в целом должны делать заметки». Аллен считал, что Люн был «самым блестящим» актёром фильма, и наслаждался различными боевыми сценами, так как Креттон менял высоту, свет, отражения и постановку для каждого из них.
Он отметил, что заключительный акт фильма был «таким головокружительным аттракционом, что вы не можете не болеть за него», и пришёл к выводу, что «Шан-Чи» был «не экспериментом для Marvel и Disney», а скорее «многообещающим шаблоном того, как они могут снова всё делать правильно». Лора Сирикул из «Empire» сказала, что фильм был «выигрышной смесью китайской культуры, смешанной с успешной формулой Marvel, которая позволяет избежать типичных азиатских клише и стереотипов про акценты и плохих водителей, в то же время подчёркнуто указывая на некоторые расовые ошибки из прошлого Marvel. Учитывая то, что здесь показано, будущее для Шан-Чи и азиатской репрезентации в КВМ выглядит ярким». Сирикул также чувствовала, что хореография была лучшей в КВМ, сказав, что боевые сцены были «действительно приятными», и похвалила Лю, Аквафину и Люна. Однако она чувствовала, что в фильме были некоторые проблемы с ритмом, которые сделали историю «запутанной», и «поспешное окончание [которое] заставляет некоторые арки персонажей чувствоваться незаслуженными и отброшенными в сторону». Джейк Коул из «Slant Magazine» более критически отозвался о фильме, оценив его в 1,5 из 4 звёзд. Он считал, что Шан-Чи определяется «тем же синдромом самозванца „одарённого ребёнка“, как и многие другие сомневающиеся в себе герои в КВМ», и критиковал выступление Лю как «странно бесстрастное», но похвалил Люна как «без усилий передающего спокойную злобу, с которой Венву утверждает свою абсолютную власть, а также боль, которую мужчина испытывает из-за потери своей жены». Коул чувствовал, что флэшбэки в фильме были «излишними» и имели «эмоциональную плоскость», которая заставляла фильм «ползти» каждый раз, когда они использовались, и у него были претензии к дополненными спецэффектами боевым сценам и заключительному акту, который «превращается в громкую и хаотичную визуальную бессмыслицу».

## Документальный выпуск
В феврале 2021 года было объявлено о серии документальных выпусков «Marvel Studios: Общий сбор». Выпуски расскажут о создании фильмов и телесериалов КВМ вместе с актёрами и создателями проектов. Специальный выпуск о создании «Шан-Чи и легенды десяти колец» вышел на Disney+ 12 ноября 2021 года.

## Продолжение
В декабре 2021 года стало известно о начале разработки продолжения, к написанию сценария и режиссуре которого вернётся Дестин Дэниел Креттон.

## Комментарии
1. ↑  Как показано в фильме «Железный человек 3» (2013) и короткометражке «Да здравствует король» (2014).
2. ↑  Китайский: 尚氣. Более корректной транскрипцией на русский язык является Сюй Шанци.
3. ↑  Китайский: 瑞雯, Жуйвэнь.
4. ↑  Китайский: 夏令. Более корректной транскрипцией на русский язык является Сюй Сялин.
5. ↑  Китайский: 映麗. Более корректной транскрипцией на русский язык является Ин Ли.
6. ↑  Китайский: 王. Более корректной транскрипцией на русский язык является Ван.
7. ↑  Китайский: 映南. Более корректной транскрипцией на русский язык является Ин Нань.
8. ↑  Китайский: 文武. Более корректной транскрипцией на русский язык является Сюй Вэньу.